# E.123
E.123 — рекомендация комитета ITU-T определяющая форму представления для национальных и международных телефонных номеров, адресов электронной почты и веб-адресов в печатных материалах, на бланках и т.п.

## Примеры форматов
| Национальный телефонный номер, открытый план нумерации                      | (033221) 123456                   |
| Национальный телефонный номер, план нумерации с фиксированной длиной номера | 022 1234 5678                     |
| Международный номер, в формате E.123                                        | +44 33221 123456 +33 22 1234 5678 |
| Адрес электронной почты                                                     | name@example.com                  |
| Веб-адрес                                                                   | www.example.com                   |

## Телефонные номера
В международном формате телефонного номера ведущий символ «плюс» (+) обозначает префикс международного вызова, за которым непосредственно следует код страны. При выполнении вызова вызывающий абонент или телефонная система должны заменять символ «+» на префикс международного вызова используемый в местности, откуда производится вызов.
Скобки используются в национальном формате чтобы указать часть номера, которая в некоторых случаях может не использоваться для вызова в открытых планах нумерации (планах нумерации с переменной длиной номера). В соответствии со стандартом использование скобок в международном формате не допускается в силу того, что при международных вызовах используется план нумерации с фиксированной длиной номера.
E.123 рекомендует для группировки цифр использовать следующие символы:
- В национальном формате для визуального разделения групп цифр должны использоваться только пробелы, «за исключением тех случаев, когда использование других согласованных символов (например дефиса) необходимо для служебных целей».
- В международном формате для визуального разделения групп цифр должны использоваться только пробелы.
- Код страны, код зоны и местный номер должны разделяться пробелами.

Правила группировки цифр должны соответствовать установленным национальным требованиям.
В национальном формате префикс соединительной линии может включаться в код зоны, если это необходимо исходя из национальных требований. Эта практика принята в большинстве европейских стран вне зависимости от того, используется открый или закрытый план нумерации, в то время как в США и Канаде как необязательный отмечается только код зоны.
Тильда (~) указывает, что вызывающий абонент в процессе набора номера должен дождаться акустического сигнала «ответ станции» (непрерывного гудка).
Косая черта (/), отделенная пробелами с двух сторон, может использоваться для указания на альтернативные окончания номера (например «555 1234 / 4444» означает 555 1234 или 555 4444).
Номер местной АТС, набираемый в тональном режиме после набора основного номера, должен располагаться после основного номера и отделяться от него словами «добавочный» или «доб.» на национальном языке.
Если АТС обеспечивает услугу DID, добавочный номер должен размещаться непосредственно после основного номера без использования особых символов. Если необходимо указать на возможность набора различных добавочных номеров, после основного номера может использоваться последовательность точек в количестве, соответствующем количеству цифр дополнительного номера.

### Канонический формат телефонных номеров от Microsoft
Канонический формат телефонных номеров от Microsoft является производным от международного формата E.123 и разрешает явное выделение кода зоны при помощи скобок. Этот формат используется в TAPI (API операционной системы Windows для факс-модемов, модемов и другого оборудования, использующего коммутируемые линии связи). В зависимости от текущего места расположения пользователя компонент обработки коммутируемых вызовов операционной системы применяет тот или иной набор правил для преобразования номера из канонического формата в формат, который может использоваться для вызова в местной сети связи. Эти правила могут включать коды переменной длины для зоны, префиксы междугородных и международных вызовов, а также коды доступа к АТС и последовательности для тонального набора номеров и/или кодов доступа предоплаченных телефонных карт.
Этот подход позволяет использовать телефонные номера, сохраненные в телефонной книге пользователя вне зависимости от его географического положения или оператора связи.
Последовательности вызова могут включать в себя цифры телефонных номеров, коды сигналов тонального набора, символы форматирования (пробел, точку и дефис) и управляющие символы AT-команд.

## Контакты для чрезвычайных ситуаций
В мае 2008 года Рекомендация была дополнена отдельной статьёй, определяющей стандартизованный, не зависящий от языка способ указания в телефонной книге мобильного телефона ближайших родственников или других лиц для вызова в чрезвычайных ситуациях.
Предлагается указывать эти контакты в телефонной книге со специальным форматом поля «Имя»: 0nX, где n представляет собой цифру от 1 до 9, а X смысловой описательный набор букв (например, «супруг» или «домашний номер»).
Поле «Номер» таких контактов должно содержать фактический телефонный номер контактного лица.
Предложенная схема является независимой от языка версией схемы ICE (In Case of Emergency), которая с 2005 года получила распространение в некоторых регионах мира.